# Килмор-Ки

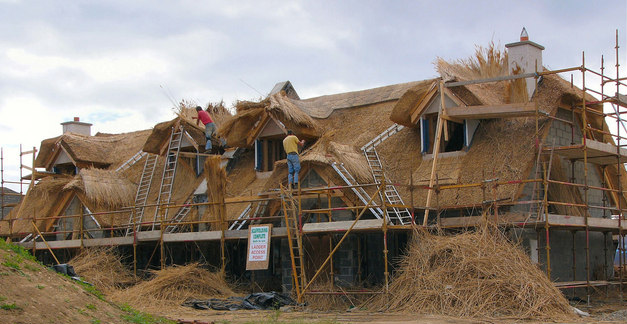
Покрытие крыши соломой

Килмор-Ки (англ. Kilmore Quay; ирл. Cé na Cille Móire, «причал большой церкви») — рыбацкая деревня в Ирландии, находится в графстве Уэксфорд (провинция Ленстер).

## Демография
Население — 396 человек (по переписи 2006 года). В 2002 году население составляло 417 человек.
Данные переписи 2006 года:
| Общие демографические показатели |               |                               |                               |      |      |
| Всё население                    | Всё население | Изменения населения 2002—2006 | Изменения населения 2002—2006 | 2006 | 2006 |
| 2002                             | 2006          | чел.                          | %                             | муж. | жен. |
| 417                              | 396           | −21                           | −5                            | 199  | 197  |